# Isabella Maria av Portugal

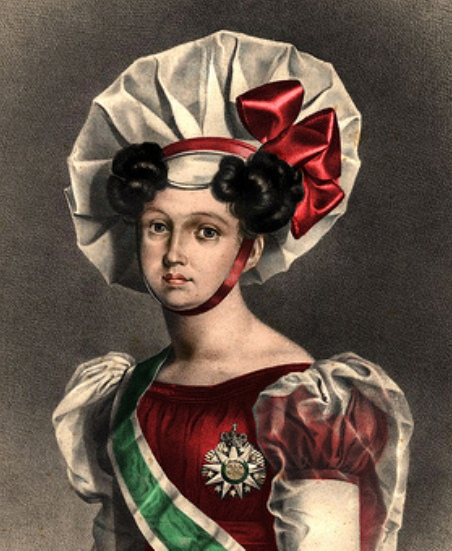
Isabella Maria.

Isabella Maria av Portugal, född 1801 i Lissabon, död där 22 april 1876, var en portugisisk prinsessa och regent. Hon var Portugals regent från 1826 till 1828 som förmyndare för sin minderåriga brorsdotter Maria II av Portugal. Hon var dotter till Johan VI av Portugal och Charlotta Joakima av Spanien.

## Biografi
År 1826 avled hennes far Johan IV och hennes bror kejsar Peter I av Brasilien blev Portugals monark. På grund av hans frånvaro var det nödvändigt att utse en tillfällig regent fram till att Peter kunde återvända till Portugal från Brasilien. Eftersom hennes mor satt i arrest i Queluz, hennes yngre bror Mikael befann i Wien och hennes systrar var bosatta utomlands, utsågs Isabella Maria till ställföreträdande regent. Vid sin ankomst abdikerade dock Peter och avstod Portugals tron till sin dotter, den minderåriga Maria II, som då var bosatt i London, på villkor att hon gifte sig med sin farbror Mikael. Därefter återvände Peter till Brasilien, och Isabella Maria fortsatte som regent. 
Det blev hennes uppgift att bekräfta den nya konstitutionen då hon avlade sin ed som regent. Denna konstitution var kontroversiell och destabiliserade regeringen genom hennes mors och yngre bror Mikaels intriger, och 1827 gav Peter order om att hon skulle ersättas som hans dotters regent av Mikael, då denna året därpå skulle återvända till Portugal. Isabella Maria avslutade sin regering 1828, när ett inbördeskrig bröt ut i Portugal mellan Maria II:s anhängare, liberalerna, och Mikaels anhängare, absolutisterna. 
Efter att hon dragit sig tillbaka från det politiska livet ägnade sig Isabella Maria främst åt religionsutövning.